# Pelecorhynchus fergusoni
Pelecorhynchus fergusoni är en tvåvingeart som beskrevs av Hardy 1939. Pelecorhynchus fergusoni ingår i släktet Pelecorhynchus och familjen Pelecorhynchidae. Inga underarter finns listade i Catalogue of Life.